# Johannesberg
Johannesberg är en småort och by i Delsbo socken i Hudiksvalls kommun, Hälsingland.